# Roxy Raye
Roxy Raye (Tampa, Florida; 2 de junio de 1989) es una actriz pornográfica, camgirl y modelo erótica estadounidense.

## Biografía
Nació y se crio en la ciudad de Tampa, ubicada en el Condado de Hillsborough (Florida). Comenzó trabajando en 2008 como webcam y subiendo vídeos caseros pornográficos a la web de Xtube. Después de abrir su propio sitio web en 2010 empezaron a llegarle ofertas y propuestas de agencias de modelaje y productoras para iniciarse en la pornografía. Acabó debutando como actriz ese mismo año, a los 21 años de edad.
Como actriz, ha trabajado para productoras como Evil Angel, Mile High, Elegant Angel, XEmpire, Kink.com, Blacked, Sticky Video, Jules Jordan Video, Girlfriends Films, Brazzers, Hard X o Angie Noir Films.
Roxy Raye, como Sheena Shaw, ha destacado por sus diversas escenas de sexo hardcore, muchas de ellas de sexo anal y doble penetración (también en la variante anal), siendo nominada por ellas en los Premios AVN en la categoría de Mejor escena escandalosa de sexo, durante cinco años consecutivos -de 2013 a 2017- por las películas Anal Acrobats 7, TS Playground 3, Voracious: Season 2 Volume 4, Roxy Raye: Gagged 'N Gaped y Anal Pros, respectivamente.
Ha aparecido en más de 120 películas como actriz.
Otras películas suyas son Anal Pros, Buttman Focused 5, Cream Dreams, Double Speculum Club, Gape Lovers 6, My Huge Holes 18, Never Get Married, Rectal Workout, Strap-On Anal Lesbians o Three Gapeteers.

## Premios y nominaciones
| Año  | Ceremonia                   | Resultado | Premio                                | Trabajo                          |
| ---- | --------------------------- | --------- | ------------------------------------- | -------------------------------- |
| 2013 | Premios AVN                 | Nominada  | Mejor escena escandalosa de sexo      | Anal Acrobats 7                  |
| 2014 | Premios AVN                 | Nominada  | Mejor escena escandalosa de sexo      | TS Playground 3                  |
| 2014 | Premios AVN                 | Nominada  | Mejor escena de sexo lésbico en grupo | Gape Lovers 8                    |
| 2014 | Premios AVN                 | Nominada  | Mejor escena de sexo transexual       | TS Playground 3                  |
| 2014 | Spank Bank Awards           | Nominada  | Webcam Girl of the Year               | —                                |
| 2015 | Premios AVN                 | Nominada  | Mejor escena escandalosa de sexo      | Voracious: Season 2 Volume 4     |
| 2015 | Premios AVN                 | Nominada  | Mejor escena de sexo lésbico en grupo | Voracious: Season 2 Volume 3     |
| 2015 | Spank Bank Awards           | Nominada  | Life Sized Human Hand Puppet          | —                                |
| 2015 | Spank Bank Awards           | Nominada  | Super Squirter of the Year            | —                                |
| 2015 | Spank Bank Awards           | Nominada  | Two Hot Dogs in a Hallway             | —                                |
| 2016 | Premios AVN                 | Nominada  | Mejor escena escandalosa de sexo      | Roxy Raye: Gagged 'N Gaped       |
| 2016 | Spank Bank Awards           | Nominada  | Asshole (The Sexy Kind) of the Year   | —                                |
| 2016 | Spank Bank Awards           | Nominada  | Bionic Butthole                       | —                                |
| 2016 | Spank Bank Awards           | Nominada  | Deepest Throat                        | —                                |
| 2016 | Spank Bank Awards           | Nominada  | Life Sized Human Hand Puppet          | —                                |
| 2016 | Spank Bank Awards           | Nominada  | The Contessa of Cum                   | —                                |
| 2016 | Spank Bank Awards           | Nominada  | Two Hot Dogs in a Hallway             | —                                |
| 2016 | Spank Bank Technical Awards | Ganadora  | Bottomless Butthole                   | —                                |
| 2017 | Premios AVN                 | Nominada  | Mejor escena escandalosa de sexo      | Anal Pros                        |
| 2017 | Spank Bank Awards           | Nominada  | Bionic Butthole                       | —                                |
| 2017 | Spank Bank Awards           | Nominada  | Life Sized Human Hand Puppet          | —                                |
| 2017 | Spank Bank Awards           | Nominada  | The Dirtiest Player in the Game       | —                                |
| 2017 | Spank Bank Awards           | Nominada  | Webcam / Skype Show Girl of the Year  | —                                |
| 2017 | Spank Bank Technical Awards | Ganadora  | Picasso of the Prolapse               | —                                |
| 2018 | Spank Bank Awards           | Nominada  | Webcam / Skype Show Girl of the Year  | —                                |
| 2019 | Premios AVN                 | Nominada  | Mejor escena escandalosa de sexo      | Everything Butt the Kitchen Sink |